# Lázaro Cárdenas, Sinaloa
Lázaro Cárdenas är en ort i Mexiko.   Den ligger i kommunen El Fuerte och delstaten Sinaloa, i den västra delen av landet, 1 300 km nordväst om huvudstaden Mexico City. Lázaro Cárdenas ligger 51 meter över havet och antalet invånare är 568.
Terrängen runt Lázaro Cárdenas är platt åt sydväst, men åt nordost är den kuperad. Runt Lázaro Cárdenas är det ganska glesbefolkat, med 23 invånare per kvadratkilometer. Närmaste större samhälle är Poblado Número Cinco, 16,1 km sydväst om Lázaro Cárdenas. I omgivningarna runt Lázaro Cárdenas växer huvudsakligen savannskog.